# Vismirnovite
La vismirnovite (simbolo IMA: Vis) è un raro minerale del supergruppo della perovskite, all'interno del quale viene collocato nel gruppo delle perovskiti non stechiometriche e da lì al sottogruppo della schoenfliesite; appartiene alla famiglia minerale degli "ossidi e idrossidi" e possiede composizione chimica ZnSn(OH)6.

## Etimologia e storia
Il nome vismirnovite è stato scelto nel 1980 da da N.K. Marshukova, A.B. Palovskii, G.A. Sidorenko e N.I. Chistyakova per onorare l'accademico Vladimir Ivanovich Smirnov (1910–1988), dell'Università statale di Mosca (in Russia), uno dei primi studiosi dei depositi di stagno in Asia centrale.

## Classificazione
Nella classica nona edizione della sistematica dei minerali di Strunz, aggiornata dall'Associazione Mineralogica Internazionale (IMA) nel 2009, elenca la vismirnovite nella classe "4. Ossidi (idrossidi, V[5,6] vanadati, arseniti, antimoniti, bismutiti, solfiti, seleniti, telluriti, iodati)" e nella sottoclasse "4.F Idrossidi (senza V od U)"; questa viene ulteriormente suddivisa in base alla struttura del minerale, in modo tale da trovare la vismirnovite nella sezione "4.FC Idrossidi con OH, senza H2O; ottaedri che condividono un vertice" dove insieme a burtite, mushistonite, natanite, schoenfliesite e wickmanite forma il sistema nº 4.FC.10.
Tale classificazione rimane invariata anche nell'edizione successiva, proseguita dal database "mindat.org" e chiamata Classificazione Strunz-mindat.
Nella Sistematica dei lapis (Lapis-Systematik) di Stefan Weiß la vismirnovite si trova nella classe degli "ossidi" e da lì nella sottoclasse degli "idrossidi e idrati ossidici (ossidi contenenti acqua con struttura stratificata)" dove forma il "gruppo della schoenfliesite" insieme a burtite, mushistonite, natanite, schoenfliesite e wickmanite, con il sistema nº IV/F.16.
Anche nella classificazione dei minerali secondo Dana, usata principalmente nel mondo anglosassone, la vismirnovite viene elencata nella famiglia degli "ossidi e idrossidi" dove si trova nella classe degli "idrossidi e ossidi contenenti idrossidi con gruppi (OH)3 o (OH)6"; qui forma il "gruppo della wickmanite" (cubico o trigonale, con cationi 2+ e Sn)" con il numero di sistema 06.03.06 con burtite, mushistonite, natanite, schoenfliesite e wickmanite

## Abito cristallino
La vismirnovite cristallizza nel sistema cubico con il gruppo spaziale Pn3m e la costante di reticolo a = 7,72(2) Å, oltre ad avere 4 unità di formula per cella unitaria.

## Origine e giacitura
La vismirnovite si forma dall'ossidazione di precedenti solfuri di stagno nei depositi di stagno.
Il minerale è molto raro ed è stato trovato solo in pochi siti sparsi per il mondo: il deposito di tungsteno-stagno di "Yunyan" nella città-contea di Lechang e la miniera di berillio di "Pingwu" nella contea di Pingwu (Cina); la frazione di Cavagnano presso Cuasso al Monte (Lombardia, Italia).
Inoltre si ricordano le due località tipo della vismirnovite: il deposito di stagno di "Trudovoe" nella regione del lago Ysyk-Köl (in Kirghizistan) e il deposito "Mushiston" nel distretto di Panjakent nel wilaya dello Suƣd (in Tagikistan).

## Forma in cui si presenta in natura
La vismirnovite si presenta in grani massivi con lucentezza vitrea; il colore del minerale è giallo pallido e il suo striscio è bianco.